# Oak Grove Heights
La ville de Oak Grove Heights est située dans le comté de Greene, dans l’État de l’Arkansas, aux États-Unis. Sa population s’élevait à 889 habitants lors du recensement de 2010, estimée à 1 048 habitants en 2017.

## Démographie
| Groupe          | Oak Grove Heights | Arkansas | États-Unis |
| --------------- | ----------------- | -------- | ---------- |
| Blancs          | 97,5              | 77,0     | 72,4       |
| Autres          | 1,1               | 5,6      | 9,3        |
| Afro-Américains | 1,0               | 15,4     | 12,6       |
| Asiatiques      | 0,2               | 1,2      | 4,8        |
| Amérindiens     | 0,1               | 0,8      | 0,9        |
| Total           | 100,0             | 100,0    | 100,0      |
|                 |                   |          |            |
| Hispaniques     | 1,2               | 6,4      | 16,7       |

Selon l'American Community Survey, pour la période 2011-2015, 95,98 % de la population âgée de plus de 5 ans déclare parler l'anglais à la maison, 3,55 % l’espagnol et 0,47 % une autre langue.
Le revenu par habitant était en moyenne de 19 541 dollars par an entre 2012 et 2016, en-dessous de la moyenne de l’Arkansas (23 401 dollars) et des États-Unis (29 829 dollars). Sur cette même période, 11,2 % des habitants de Oak Grove Heights vivaient sous le seuil de pauvreté (contre 17,2 % dans l'État et 12,7 % à l'échelle du pays),
| 1980 | 1990 | 2000 | 2010 | - | - |
| ---- | ---- | ---- | ---- | - | - |
| 486  | 513  | 727  | 889  | - | - |

## Source
- (en) Cet article est partiellement ou en totalité issu de l’article de Wikipédia en anglais intitulé « Oak Grove Heights, Arkansas » (voir la liste des auteurs).

1. ↑  (en) « Oak Grove Heights, AR Population - Census 2010 and 2000 », sur censusviewer.com.
2. ↑  (en) « Population of Arkansas - Census 2010 and 2000 », sur censusviewer.com.
3. ↑  (en) « Language spoken at home by ability to speak English for the population 5 years and over », sur factfinder.census.gov (consulté le 20 mars 2017).
4. ↑  (en) « Quickfacts: Arkansas; UNITED STATES », sur census.gov.
5. ↑  (en) « Selected economic characteristics », sur factfinder.census.gov (consulté le 31 août 2018)
6. ↑  « Statistiques des États-Unis (Arkansas - Profils des communautés de 2010 » (consulté en novembre 2020)